# Boiga ochracea
Espèce
Synonymes
- Dipsas ochraceus Günther, 1868
- Dipsas hexogonatus Stoliczka, 1871
- Dipsadomorphus stoliczkae Wall, 1909

Boiga ochracea  est une espèce de serpents de la famille des Colubridae.

## Répartition
Cette espèce se rencontre au Bangladesh, au Bhoutan, en Birmanie, en Inde (dans les États d'Arunachal Pradesh, d'Assam, du Bengale-Occidental, de Meghalaya et de Sikkim, et sur les îles Andaman) et au Népal.

## Description
Dans sa description Günther indique que le plus grand des deux spécimens en sa possession mesure environ 120 cm. Leur coloration était uniformément brun olivâtre.

## Liste des sous-espèces
Selon The Reptile Database (12 février 2014) :
- Boiga ochracea ochracea (Günther, 1868)
- Boiga ochracea stoliczkae (Wall, 1909) - Nord de la Birmanie, centre du Népal, État de Sikkim
- Boiga ochracea walli Smith, 1943  - Bangladesh, Sud de la Birmanie, îles Andaman

## Étymologie
Son nom d'espèce, du latin ochra, « ocre », lui a été donné en référence à sa couleur. La sous-espèce Boiga ochracea stoliczkae est nommée en l'honneur de Ferdinand Stoliczka. La sous-espèce Boiga ochracea walli est nommée en l'honneur de Frank Wall.

## Publications originales
- Günther, 1868 : Sixth account of new species of snakes in the collection of the British Museum. Annals and Magazine of Natural History, sér. 4, vol. 1, p. 413-429 (texte intégral).
- Smith, 1943 : The Fauna of British India, Ceylon and Burma, Including the Whole of the Indo-Chinese Sub-Region. Reptilia and Amphibia. 3 (Serpentes). p. 1-583.
- Wall, 1909 : Remarks on some forms of Dipsadomorphus. Records of the Indian Museum, vol. 3, p. 151-155 (texte intégral).